# Rigny-Saint-Martin
Pour les articles homonymes, voir Rigny (homonymie).
Rigny-Saint-Martin est une commune française située dans le département de la Meuse, en région Grand Est.

## Géographie
Le territoire de la commune est limitrophe de ceux de sept communes :
| Rigny-la-Salle | Rigny-la-Salle     | Domgermain                      |
| Chalaines      | Rigny-Saint-Martin | Charmes-la-Côte Blénod-lès-Toul |
| Chalaines      | Gibeaumeix         | Vannes-le-Châtel                |

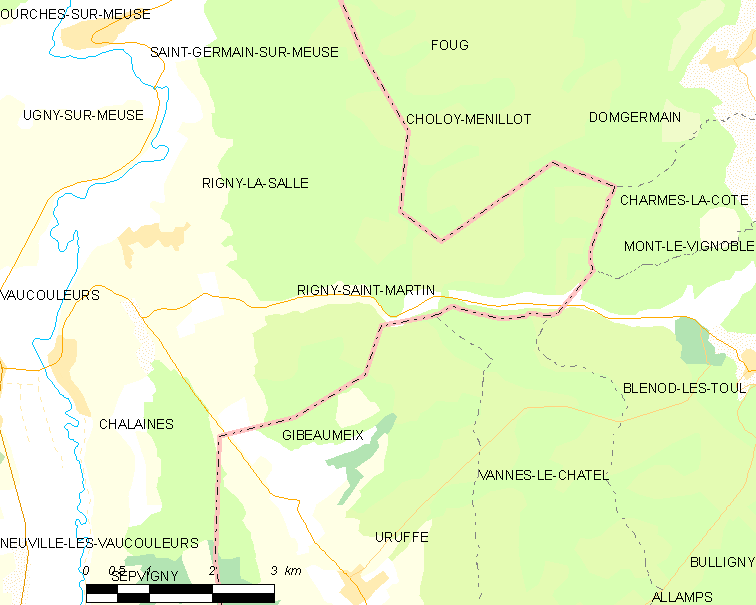
Carte de la commune.
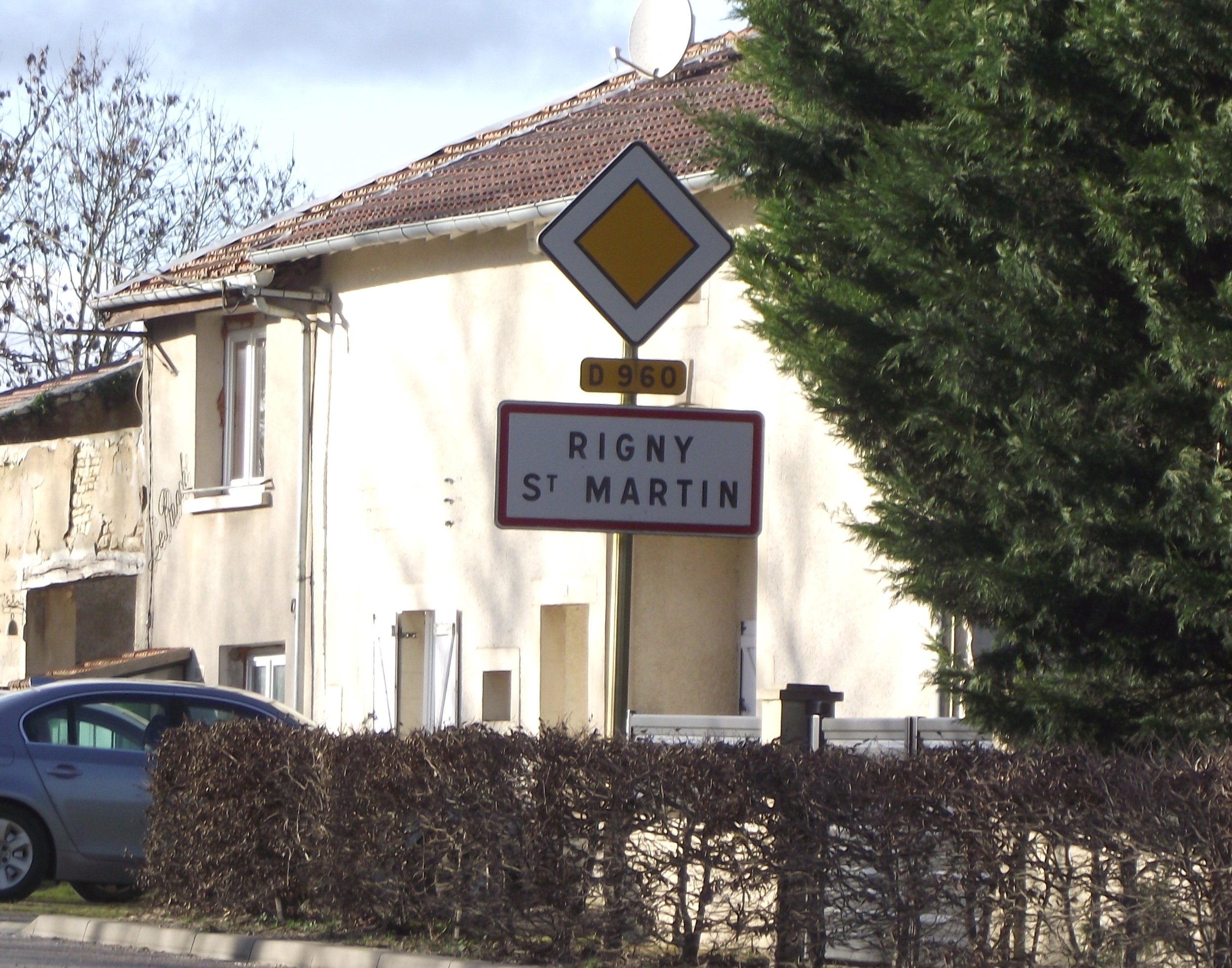
Entrée de Rigny-Saint-Martin.
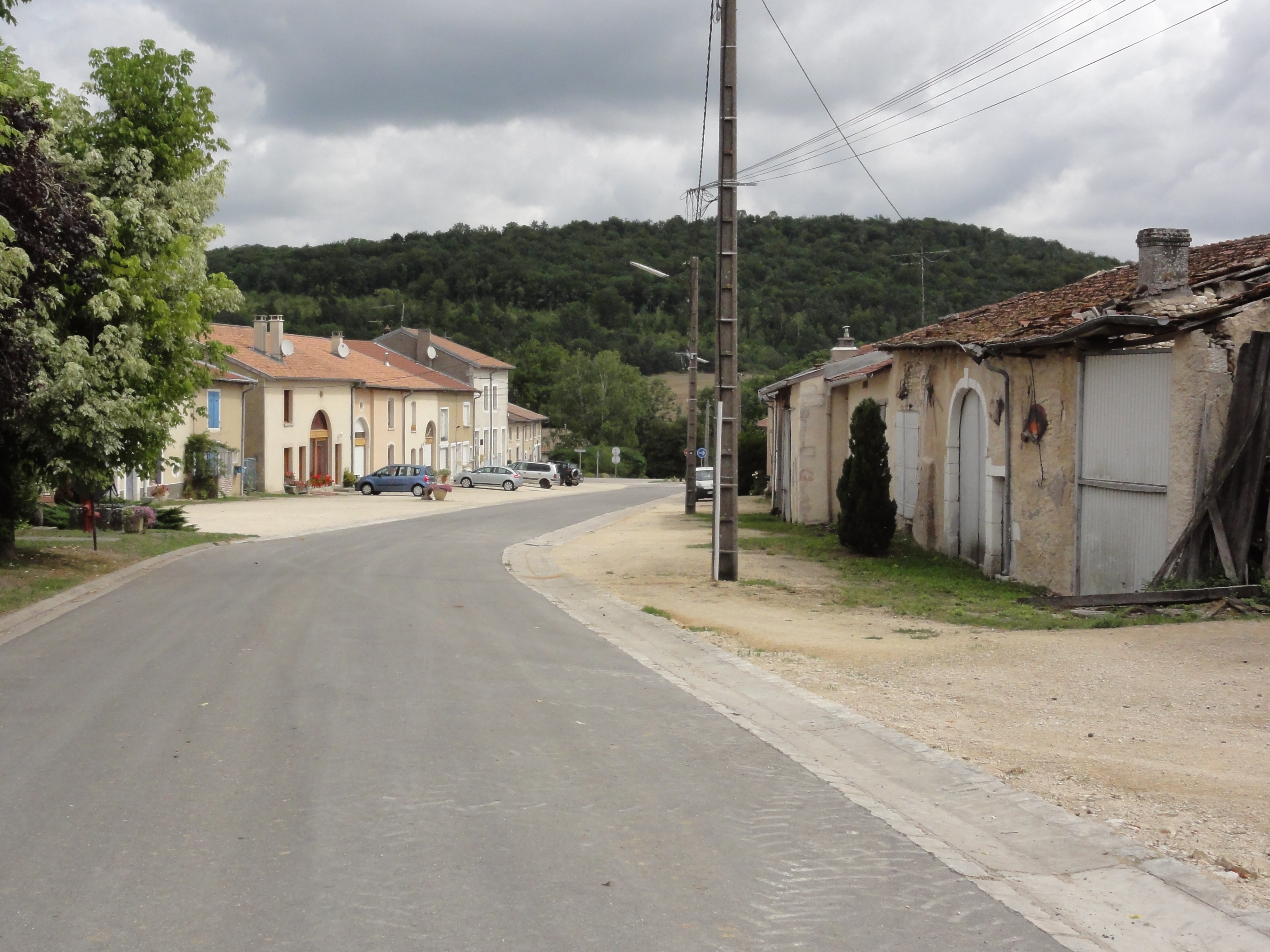
Rue de l'église (rue principale).

### Hydrographie
La commune est traversée par la ligne de partage des eaux entre les bassins versants du Rhin et de la Meuse au sein du bassin Rhin-Meuse. Elle est drainée par le ruisseau l'Aroffe et le ruisseau de St-Fiacre,.
L'Aroffe, d'une longueur de 50 km, prend sa source dans la commune de Beuvezin et se jette  dans la Meuse à Rigny-la-Salle, après avoir traversé 18 communes. 

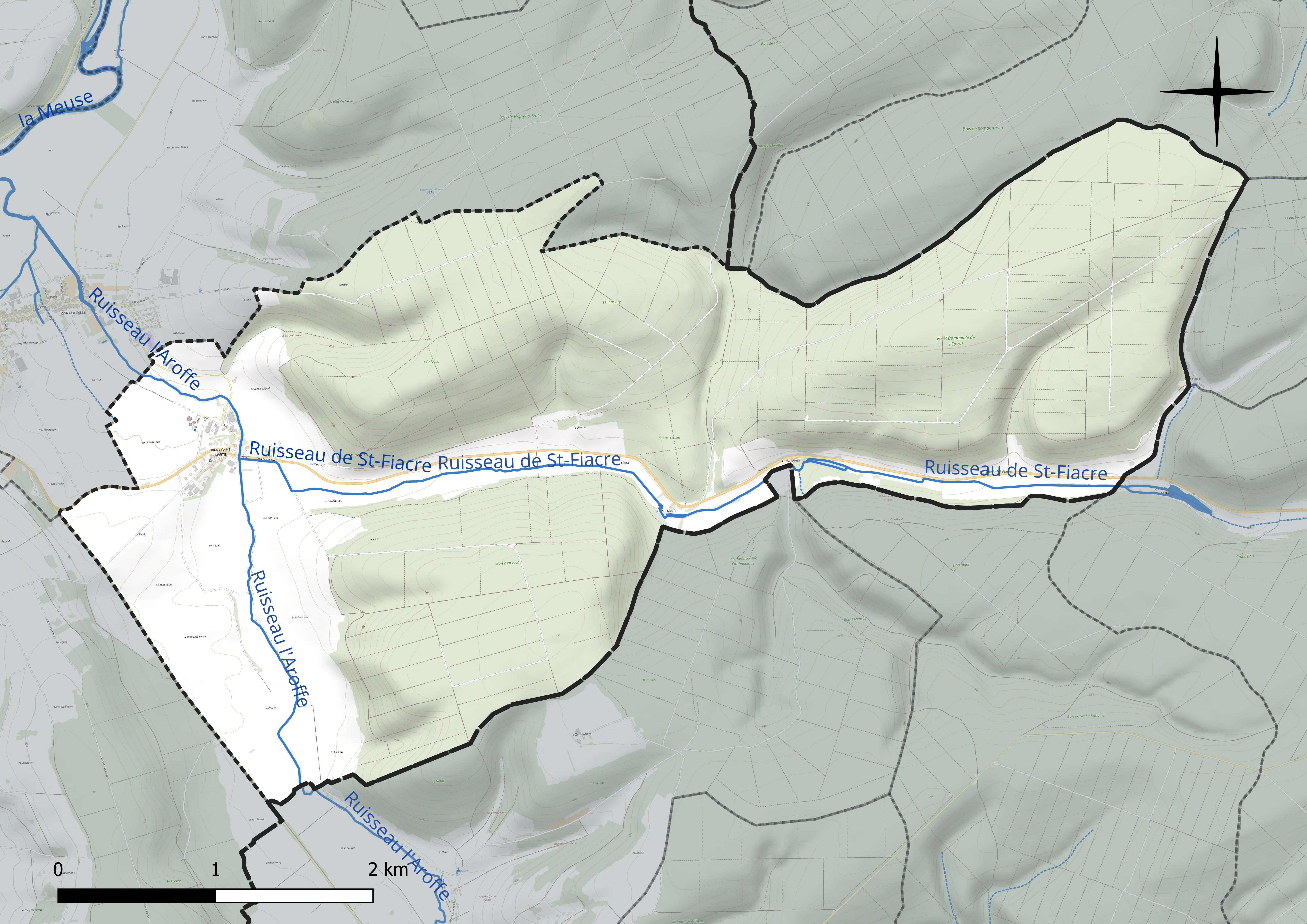
Réseau hydrographique de Rigny-Saint-Martin.

### Climat
Pour des articles plus généraux, voir Climat du Grand Est et Climat de la Meuse.
En 2010, le climat de la commune est de type climat des marges montargnardes, selon une étude du Centre national de la recherche scientifique s'appuyant sur une série de données couvrant la période 1971-2000. En 2020, Météo-France publie une typologie des climats de la France métropolitaine dans laquelle la commune est exposée à un climat océanique altéré et est dans la région climatique  Lorraine, plateau de Langres, Morvan, caractérisée par un hiver rude (1,5 °C), des vents modérés et des brouillards fréquents en automne et hiver. 
Pour la période 1971-2000, la température annuelle moyenne est de 9,8 °C, avec une amplitude thermique annuelle de 16,7 °C. Le cumul annuel moyen de précipitations est de 896 mm, avec 13 jours de précipitations en janvier et 9,2 jours en juillet. Pour la période 1991-2020, la température moyenne annuelle observée sur la station météorologique de Météo-France la plus proche, « Nancy-Ochey », sur la commune d'Ochey à 17 km à vol d'oiseau, est de 10,5 °C et le cumul annuel moyen de précipitations est de 810,4 mm. 
La température maximale relevée sur cette station est de 39,6 °C, atteinte le 25 juillet 2019 ; la température minimale est de −19,1 °C, atteinte le 12 janvier 1987,,. 
Les paramètres climatiques de la commune ont été estimés pour le milieu du siècle (2041-2070) selon différents scénarios d'émission de gaz à effet de serre à partir des nouvelles projections climatiques de référence DRIAS-2020. Ils sont consultables sur un site dédié publié par Météo-France en novembre 2022.

## Urbanisme

### Typologie
Au 1er janvier 2024, Rigny-Saint-Martin est catégorisée commune rurale à habitat très dispersé, selon la nouvelle grille communale de densité à sept niveaux définie par l'Insee en 2022.
Elle est située hors unité urbaine et hors attraction des villes,.

### Occupation des sols
L'occupation des sols de la commune, telle qu'elle ressort de la base de données européenne d’occupation biophysique des sols Corine Land Cover (CLC), est marquée par l'importance des forêts et milieux semi-naturels (70 % en 2018), une proportion sensiblement équivalente à celle de 1990 (70,8 %). La répartition détaillée en 2018 est la suivante : 
forêts (54,5 %), terres arables (22,3 %), milieux à végétation arbustive et/ou herbacée (15,5 %), prairies (5,4 %), zones agricoles hétérogènes (2,2 %). L'évolution de l’occupation des sols de la commune et de ses infrastructures peut être observée sur les différentes représentations cartographiques du territoire : la carte de Cassini (XVIIIe siècle), la carte d'état-major (1820-1866) et les cartes ou photos aériennes de l'IGN pour la période actuelle (1950 à aujourd'hui).

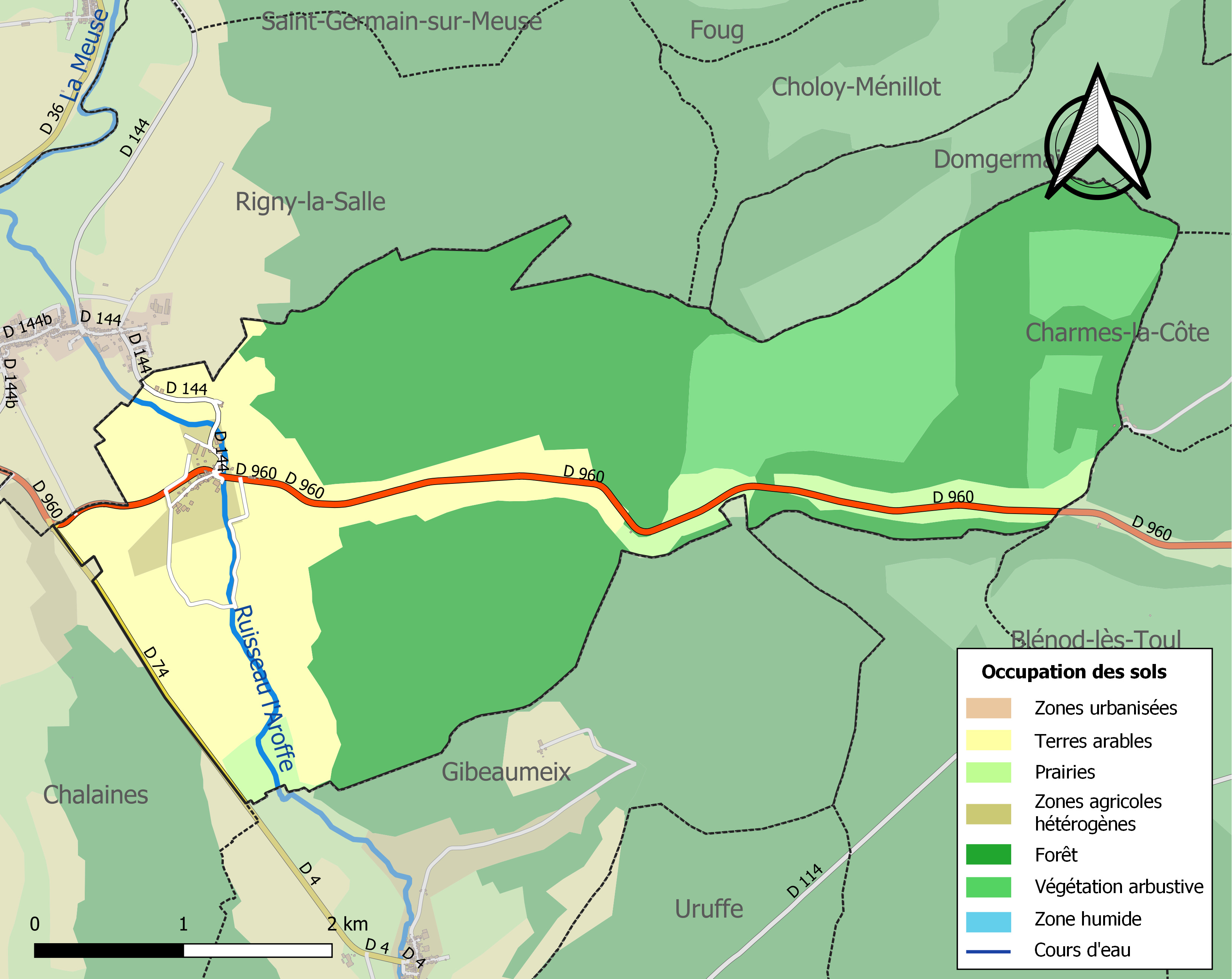
Carte des infrastructures et de l'occupation des sols de la commune en 2018 (CLC).

## Toponymie
Le nom de la localité est attesté sous les formes Rigney-la-Saint-Martin (1343) ; Rinillum (1402) ; Rigny-Haut (xve siècle) ; Regny-Saint-Martin (1700).
Saint-Martin est un hagiotoponyme, en référence à l'église Saint-Martin.

## Histoire
Rigny-Saint-Martin est la commune où eut lieu la célèbre entrevue des Quatre-Vaux en été 1299, rencontre d'un roi et d'un empereur. Cette conférence demeura vivante dans le souvenir, voire dans l'imagination populaire. Le lieu-dit les Quatre-Vaux se trouve en forêt, entre Vaucouleurs et Toul. En 1299 régnaient en France Philippe IV le Bel (1268-1314) et dans le Saint-Empire romain germanique Albert Ier de Habsbourg (1255-1308). Les envoyés des deux souverains se rencontrèrent en juin 1299 à Neufchâteau puis les souverains eux-mêmes eurent cette fameuse entrevue aux Quatre-Vaux entre Rigny-Saint-Martin (Meuse) et Blénod-lès-Toul (Meurthe-et-Moselle) dans la paroisse de Rigny, elle-même dans la châtellenie de Vaucouleurs. On discuta du mariage de Blanche de France, demi-sœur de Philippe, avec Rodolphe de Habsbourg, le fils d'Albert, et les deux souverains déterminèrent la limite de leurs États en reconnaissant la Meuse comme la frontière commune. On dit que des bornes d'airain avaient été plantées pour en fixer le tracé. Voilà du moins ce que rapportent les enquêtes de 1387 et 1390, mais ces bornes n'avaient alors été vues par personne. Ce qui est sûr, c'est que la question des limites de l'Empire germanique passionna les esprits. Cette entrevue fut suivie par la signature le 4 juin 1301 du traité de Bruges qui mit fin aux discordes entre le roi de France Philippe le Bel et le comte de Bar Henri III. Ce traité reculait singulièrement les frontières de l'Empire au profit du royaume dans le Barrois. Par ce traité, Henri III se reconnaissait vassal du roi de France pour toutes ses terres à l'ouest de la Meuse. C'est ainsi que fut créé, aux dépens de la souveraineté du comte de Bar, le Barrois mouvant (dans la mouvance, dans la dépendance du royaume).

## Politique et administration
| Période                                  | Période                   | Identité                                       | Étiquette | Qualité |
| ---------------------------------------- | ------------------------- | ---------------------------------------------- | --------- | ------- |
| Les données manquantes sont à compléter. |                           |                                                |           |         |
| mars 2001                                | mars 2008                 | Gérard Nanty                                   |           |         |
| mars 2008                                | En cours (au 24 mai 2020) | Éliane Poirson Réélue pour le mandat 2020-2026 | DLF       |         |

## Population et société

### Démographie
L'évolution du nombre d'habitants est connue à travers les recensements de la population effectués dans la commune depuis 1793. Pour les communes de moins de 10 000 habitants, une enquête de recensement portant sur toute la population est réalisée tous les cinq ans, les populations de référence des années intermédiaires étant quant à elles estimées par interpolation ou extrapolation. Pour la commune, le premier recensement exhaustif entrant dans le cadre du nouveau dispositif a été réalisé en 2005.

En 2022, la commune comptait 50 habitants, en évolution de −7,41 % par rapport à 2016 (Meuse : −4,4 %, France hors Mayotte : +2,11 %).
| 1793 | 1800 | 1806 | 1821 | 1831 | 1836 | 1841 | 1846 | 1851 |
| ---- | ---- | ---- | ---- | ---- | ---- | ---- | ---- | ---- |
| 70   | 98   | 108  | 144  | 196  | 135  | 138  | 150  | 175  |

| 1856 | 1861 | 1866 | 1872 | 1876 | 1881 | 1886 | 1891 | 1896 |
| ---- | ---- | ---- | ---- | ---- | ---- | ---- | ---- | ---- |
| 151  | 159  | 149  | 141  | 143  | 116  | 132  | 113  | 118  |

| 1901 | 1906 | 1911 | 1921 | 1926 | 1931 | 1936 | 1946 | 1954 |
| ---- | ---- | ---- | ---- | ---- | ---- | ---- | ---- | ---- |
| 109  | 97   | 89   | 81   | 97   | 88   | 75   | 72   | 65   |

| 1962 | 1968 | 1975 | 1982 | 1990 | 1999 | 2005 | 2006 | 2010 |
| ---- | ---- | ---- | ---- | ---- | ---- | ---- | ---- | ---- |
| 57   | 58   | 51   | 53   | 45   | 60   | 61   | 59   | 58   |

| 2015 | 2020 | 2022 | - | - | - | - | - | - |
| ---- | ---- | ---- | - | - | - | - | - | - |
| 56   | 49   | 50   | - | - | - | - | - | - |

## Culture locale et patrimoine

### Lieux et monuments

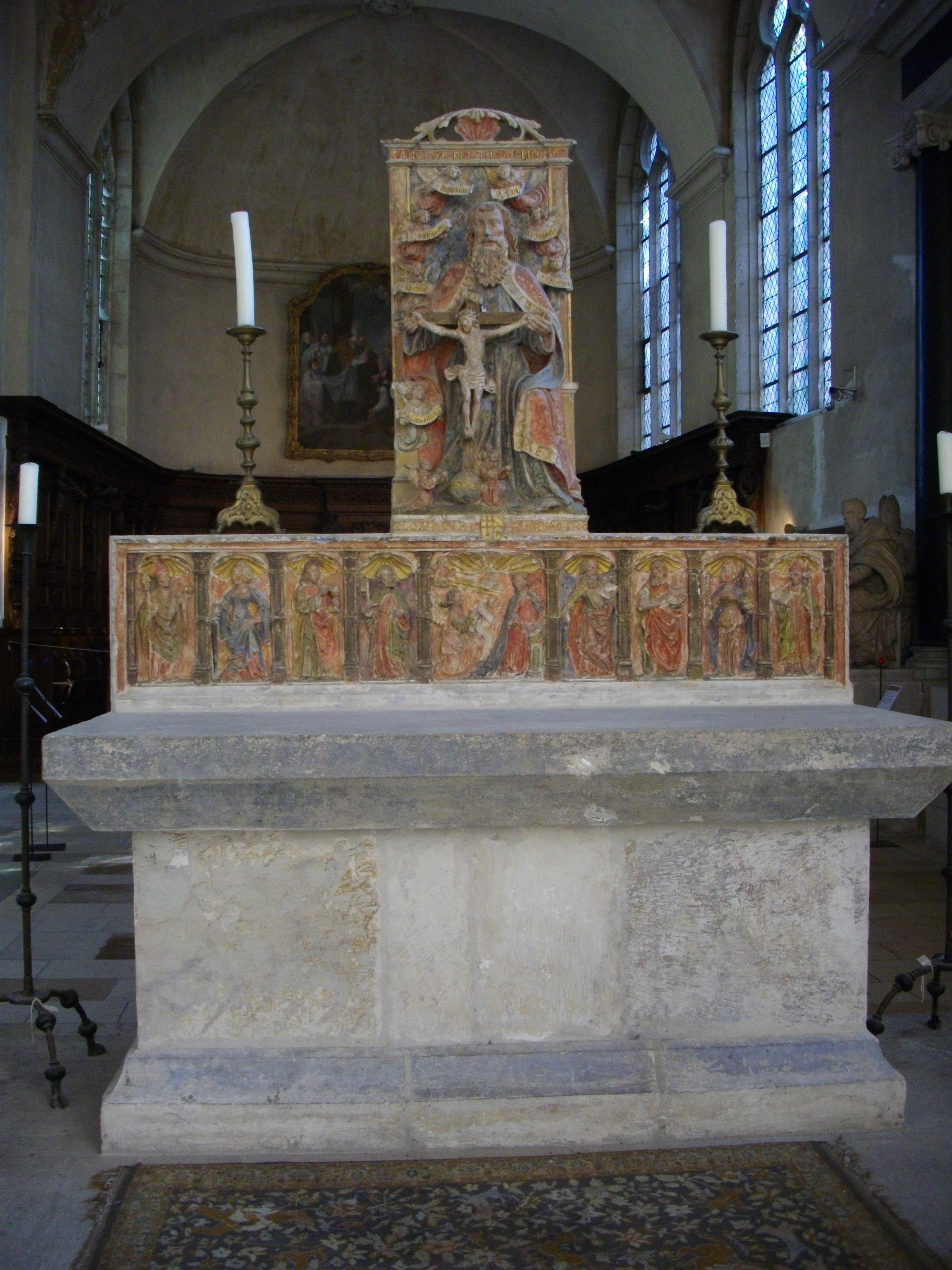
Retable provenant de Rigny-Saint-Martin.

- L'église Saint-Martin, construite entre 1846 et 1851.
- Le monument aux morts, situé devant l'église.
- Croix de chemin.
- La chapelle Saint-Fiacre, XVIe siècle au bois de Saint-Fiacre. Le retable Renaissance de l'ancienne chapelle Saint-Fiacre de Rigny-Saint-Martin est devenu le retable du maître-autel de la chapelle des Cordeliers à Nancy.

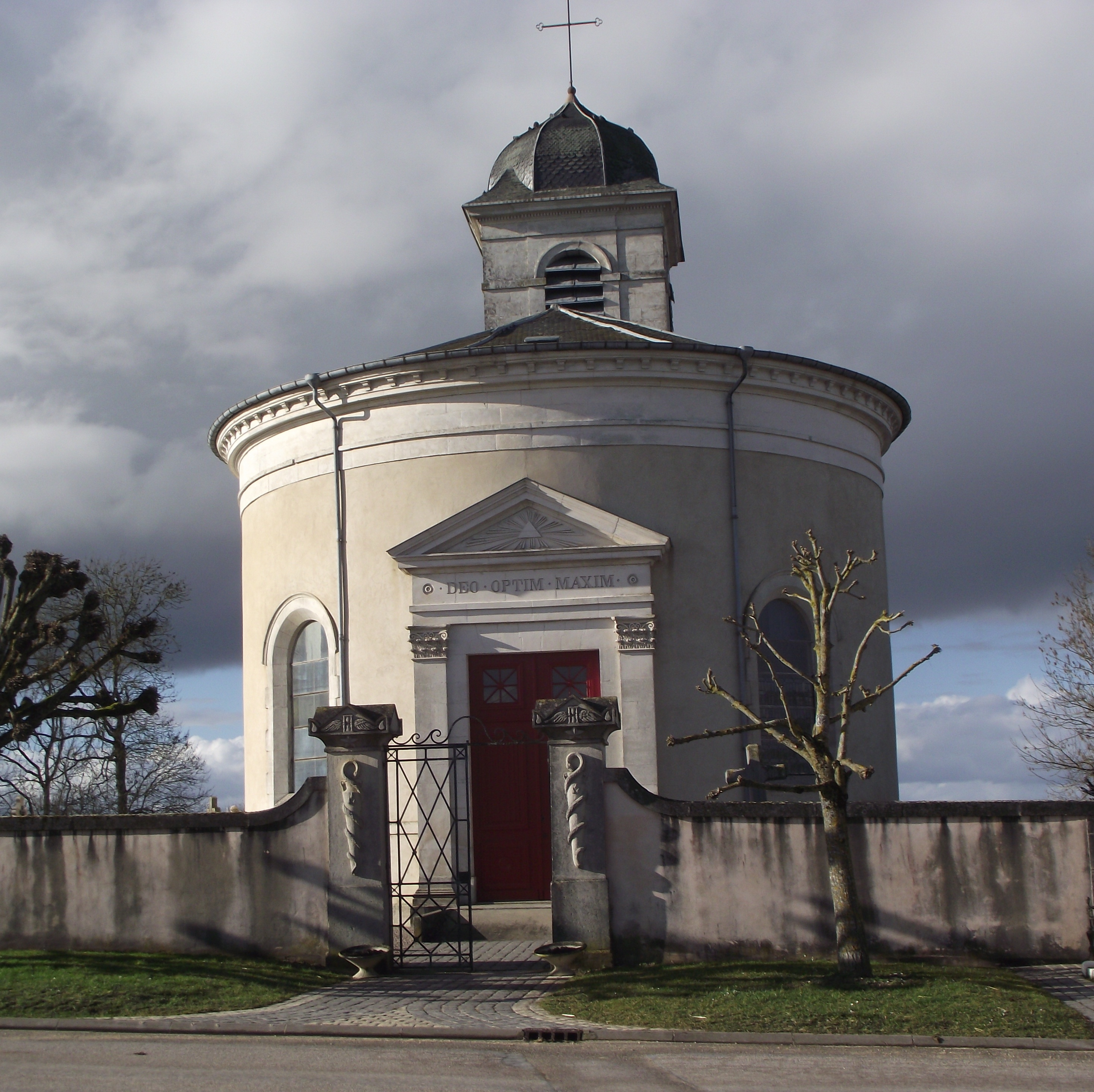
L'église Saint-Martin.
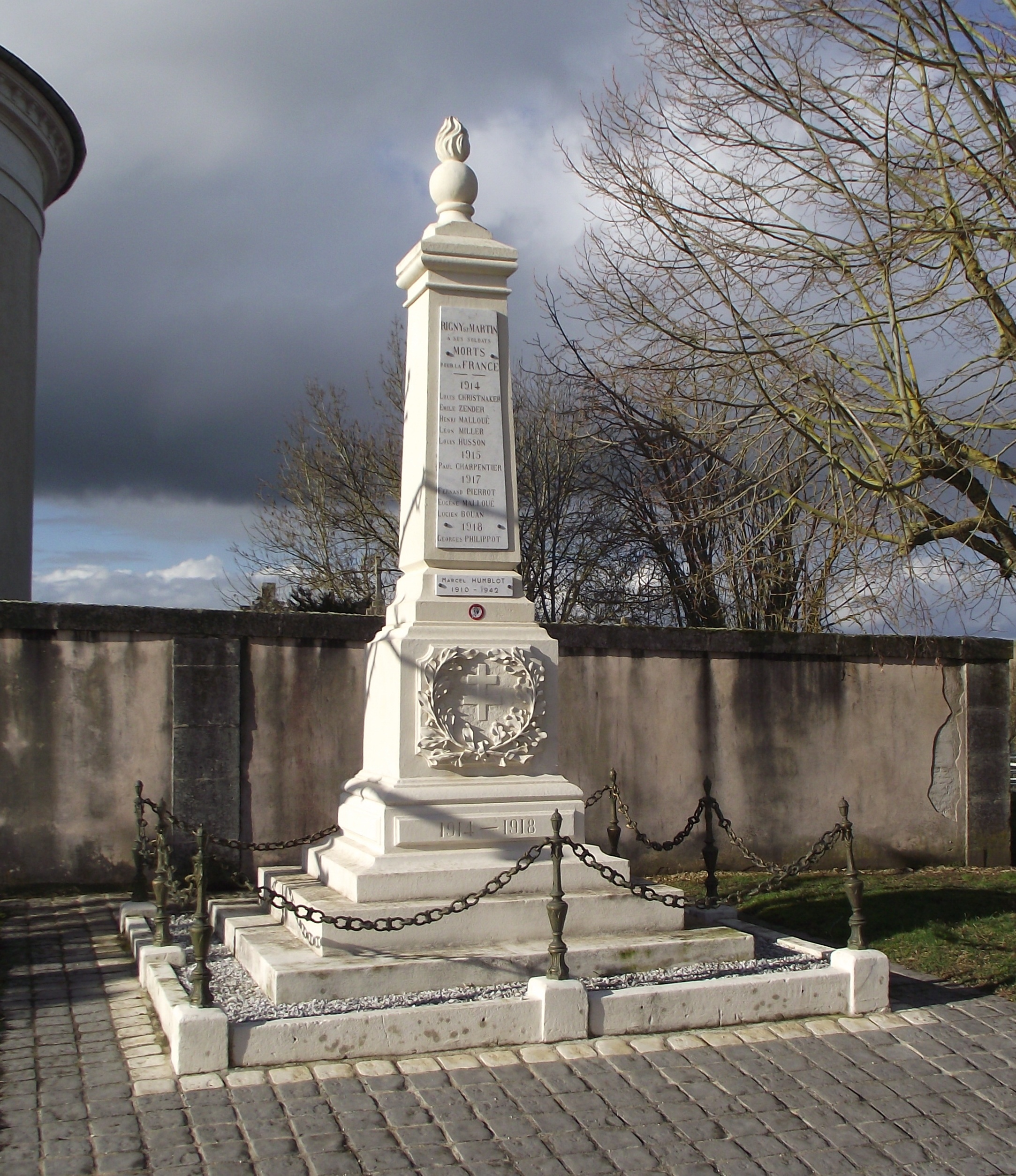
Le monument aux morts.
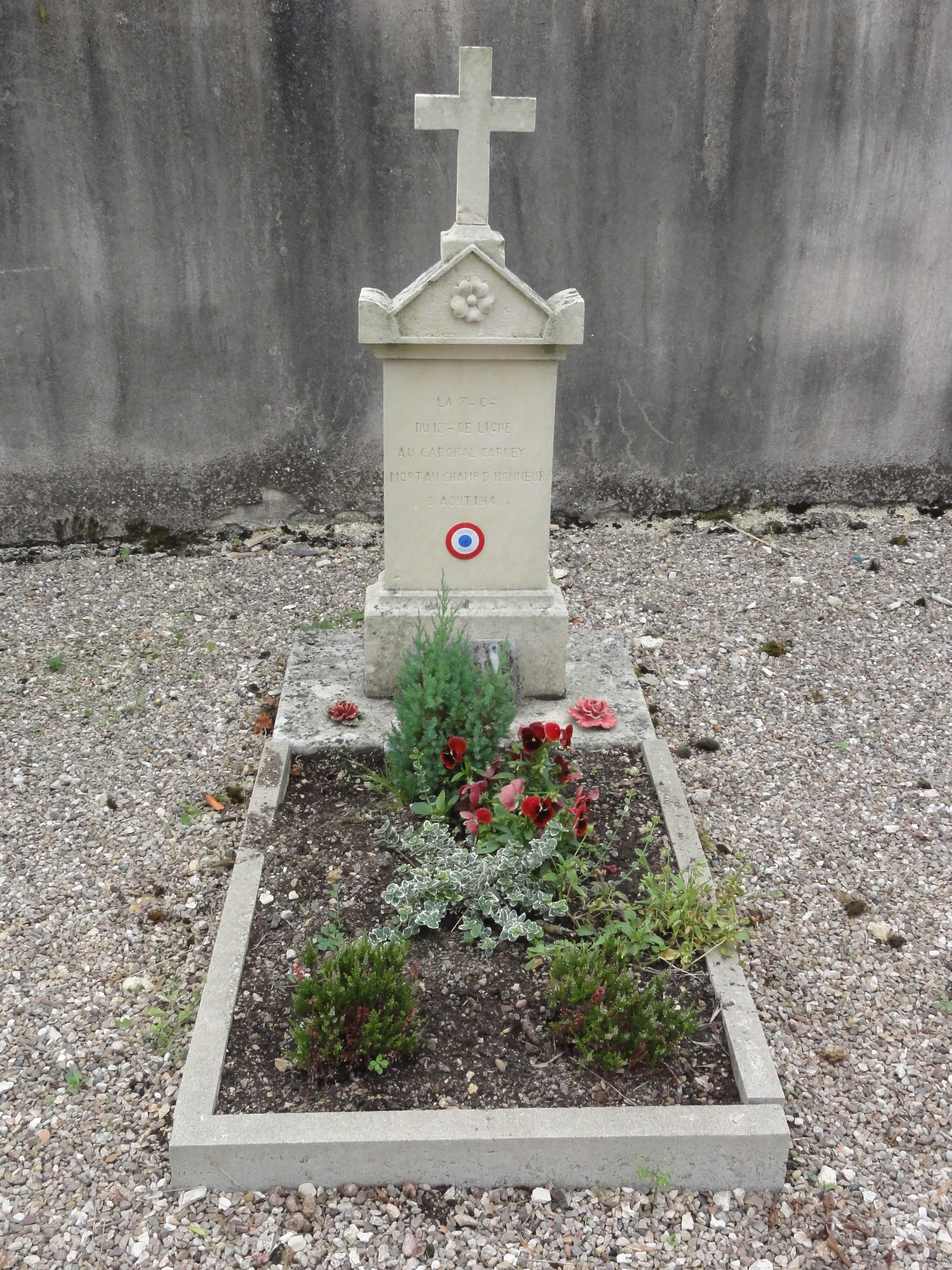
Tombe du caporal Carrey.
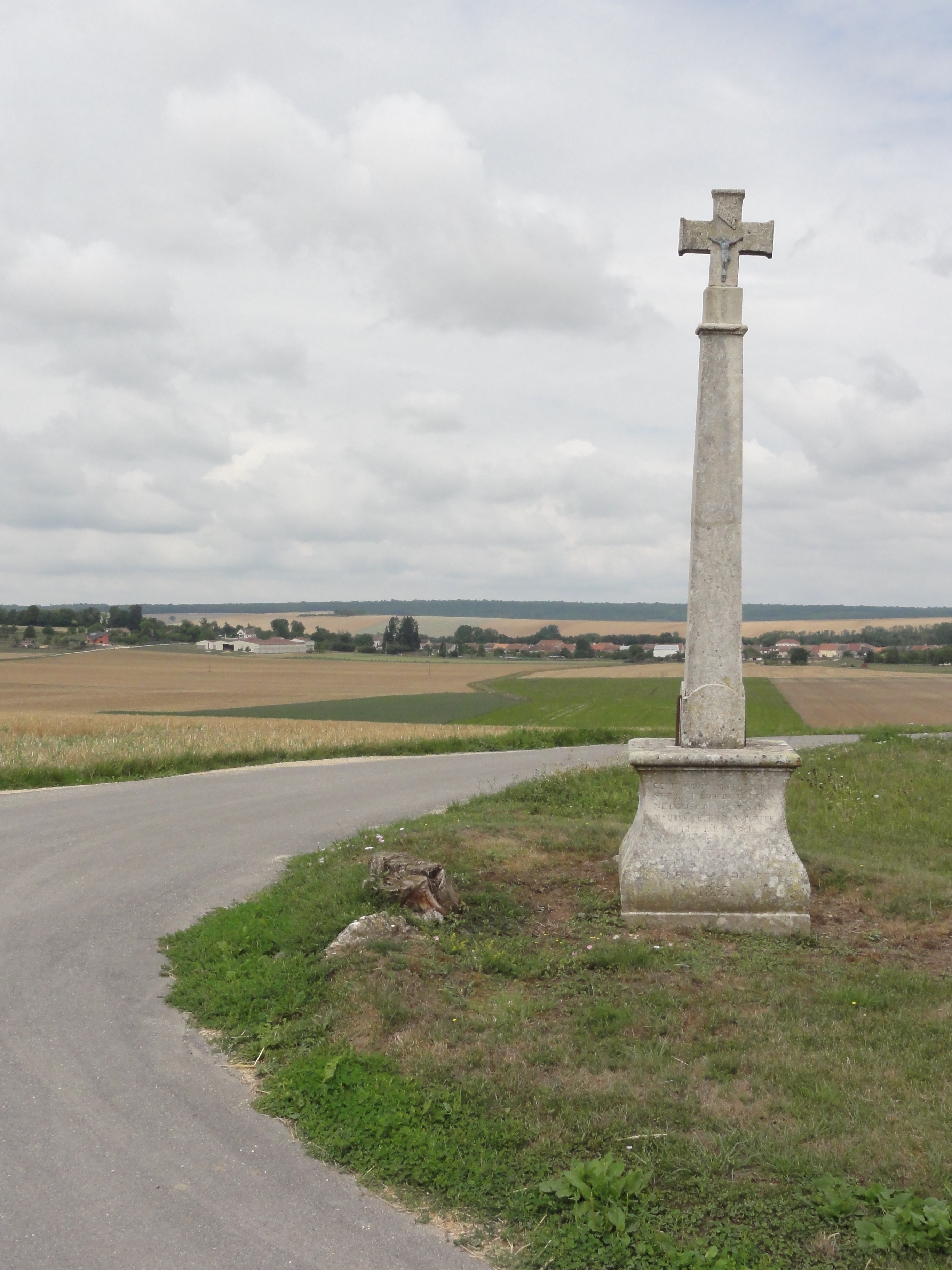
Croix de chemin.

### Héraldique
| Blason de Rigny-Saint-Martin | Blason  | D'azur à la bande ondée d'or accompagnée en chef d'une oie d'argent becquée et membrée d'or, et en pointe d'une fleur de lys du même. |
| Blason de Rigny-Saint-Martin | Détails | Blason composé par R.A. Louis avec les conseils de la Commission Héraldique de l'UCGL et mis à disposition de la commune en 2011.     |